# 長腳羊耳蒜
長腳羊耳蒜（学名：Liparis condylobulbon）为蘭科羊耳蒜屬下的一个种。

## 扩展阅读
- 維基物種上的相關：長腳羊耳蒜